# Xeic Mansur
El Xeic Mansur, (Aldy, ~1747- Schiesselburg, 13 d'abril de 1794) fou un rebel txetxè que dirigí el seu poble contra Caterina II de Rússia. És considerat el precursor dels imams que van fer la guerra als russos de 1829 a 1859; en tot cas sembla que no coneixia els fonaments de l'islam i els russos i un teòleg turc que el va examinar el consideraven un illetrat. Cap element permet vincular-lo a la confraria nakhsbandita. Es presentava com un renovador inspirat per déu, en contacte directe amb el Profeta; de vegades es mostrava amb la cara velada i pretenia tenir poders sobrenaturals. Després de la seva victòria al riu Sundzha va poder unir als clans txetxens i el Daguestan septentrional fins a la planura de la costa de la mar Càspia, alhora que cercà d'estendre una confederació teocràtica al Caucas del nord amb kabardins i circassians, però el seu projecte era religiós i no pas nacional (les terres alliberades ho eren en nom del califa, és a dir el soldà otomà, i el projecte no reeixí). La seva figura fou revaloritzada en la lluita de Txetxènia per la independència del 1990 al dia d'avui, però especialment fins a l'ocupació russa de la major part del país. La lluita de Mansur es va fer sota bandera verda i per això la bandera nacional de Txetxènia va ser de color principalment verd; una de les nou estrelles de l'escut nacional representa també a l'imam Mansur.

## Biografia
Era d'una família pobre d'Aldy, al sud-oest de Grozni i el seu nom de naixement fou Ushurma. El 1773 es va divorciar i va abandonar la vida civil i es va dedicar a l'islam agafant el nom de Mansur el 1784, i es va proclamar xeic i imam dient que havia rebut dos missatges de Mahoma, i va convidar als pobles muntanyesos a abandonar els costums no islàmics. El 1876 un professor de Torí a Itàlia va descobrir unes cartes que suposadament havia escrit Mansur al pare del descobridor; en elles Mansur revelava que en realitat era un italià anomenat Giovanni Battista Boetti, nascut a Camino (Montferrat, Piemont) el 2 de juny de 1743, que havia entrar a l'orde dels dominics als inicis dels anys 1770 i fou enviat com a missioner a Mossul on va tenir un afer amorós amb la filla del paixà local, provocant un escàndol; el 1780 va desaparèixer i segons les cartes s'hauria convertit a l'islam i viatjat al Caucas on, amb el nom de Mansur, va esdevenir líder dels txetxens contra Rússia; per tal de demostrar que tenia el do de la ubiqüitat es va servir d'un doble txetxè, Ushurma. Aquestes cartes no han estat acceptades en general pels erudits i s'ha suposat o que era una broma del segle xviii o una falsificació del segle xix.
El març de 1785 dos terratrèmols interpretats pels camperols com una advertència, va ser utilitzats per Mansur per aixecar als txetxens. Va atacar Kabarda per forçar a les tribus a seguir la xaria però no és clar que en aquell moment ja prediqués la guerra santa contra Rússia excepte en la seva condició d'infidels però els russos van actuar immediatament i van enviar al coronel Pieri amb un exèrcit per arrestar a l'imam; els russos van arribar a Aldy i la van cremar expulsant als habitants cap a les muntanyes però Mansur i els seus homes van poder fugir i van parar una emboscada als russos en un bosc prop del riu Sundzha, i van matar 600 homes entre ells el comandant; la victòria fou presentada com que Déu estava de la seva part i milers de voluntaris es van unir a les seves files, especialment quan els nobles de Kabarda i del Daguestan li van donar suport. L'estiu de 1785 Mansur va atacar la posició fortificada russa de Kizylar al Terek i va ocupar i cremar un fort aïllat però es va haver de replegar davant l'artilleria russa; l'atac a una petita fortalesa de nom Gregoriopolis, va acabar també en fracàs; a l'agost va atacar altre cop Kizylar i va perdre molts homes i altres van desertar; el suport llavors de diversos prínceps kabardins, i de la població txetxena, kumuk i del Daguestan li va permetre seguir la lluita. El novembre de 1785 el seu exèrcit fou derrotat per un contingent rus manat pel coronel Nagel i llavors els prínceps kabardins i kumuks el van abandonar.
Mansur es va refugiar a les muntanyes txetxenes i va fustigar als russos atacant les fortaleses aïllades al Caucas. La seva reputació havia disminuït i els seus efectius minvaven dia a dia, i va haver de demanar una treva, que els russos no van acceptar, exigint una rendició total i incondicional. Mansur va seguir els seus atacs i progressivament va desplaçar a Kabarda com a objectiu per orientar-lo cap al Caucas occidental, poblat per tribus guerreres conegudes com a adighes (circassians o txerkessos); això va fer que els otomans s'interessessin en la seva lluita que abans havien ignorat. Quan va esclatar la guerra Russo-turca de 1787 a 1792, el governador otomà d'Anapa i Sudzuk (ports de la costa de la mar Negra) va utilitzar a Mansur per unificar a les tribus circassianes que lluitaven per la seva independència, i portar-les cap a l'aliança turca. Ja abans de l'esclat de la guerra Mansur havia fet algunes incursions a l'altra banda del riu Kuban, a territori rus, on havia fet botí (ramats) i centenars de presoners i a l'agost de 1787, en esclatar la guerra, els russos van decidir controlar aquesta guerrilla; el virrei del Caucas, comte Potemkin, va enviar una expedició contra Mansur dirigida pel general Tekelli; l'imam va patir nombroses derrotes en petits combats, el darrer al riu Urup el 20 de setembre de 1787; l'exèrcit rebel va quedar aniquilat i Mansur es va haver de refugiar a Anapa, en territori turc.
La guerra va anar malament pels otomans i els russos van assetjar Anapa. Mansur era a la ciutat i quan aquesta va caure els russos el van fer presoner (1791) i el van enviar a Sant Petersburg; en un interrogatori Mansur va atacar al seu guardià, li va prendre el ganivet i el va matar; llavors fou tancat en una masmorra de la fortalesa de Schiesselburg al llac Onega, on va morir.